# سوکووو
سوکووو (به صربی: Sukovo) یک منطقهٔ مسکونی در صربستان است که در پیروت واقع شده‌است. سوکووو ۷۲۸ نفر جمعیت دارد.